# Säcklöpning

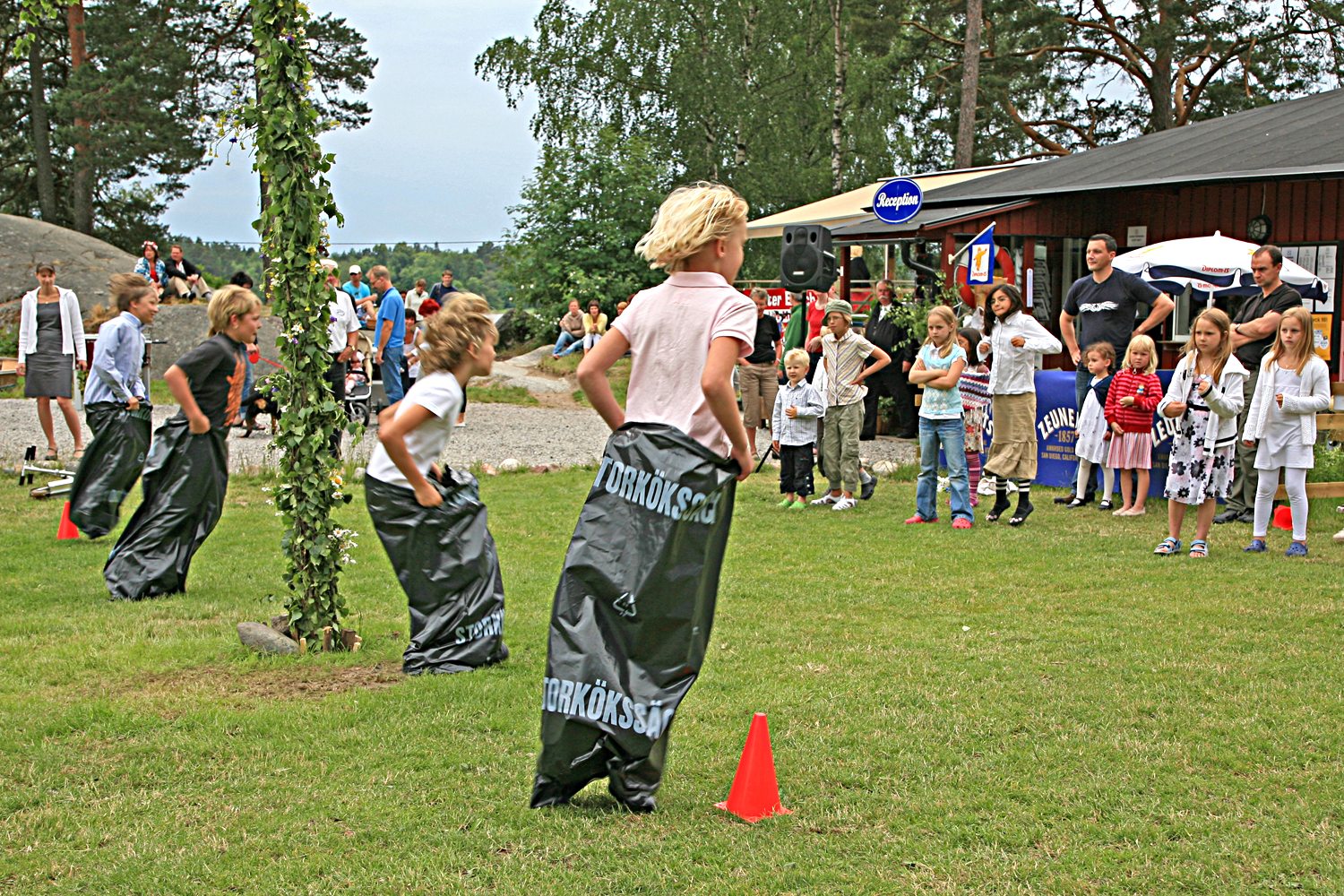
Säcklöpning i Vaxholm, midsommaren 2007. Här med sopsäckar.

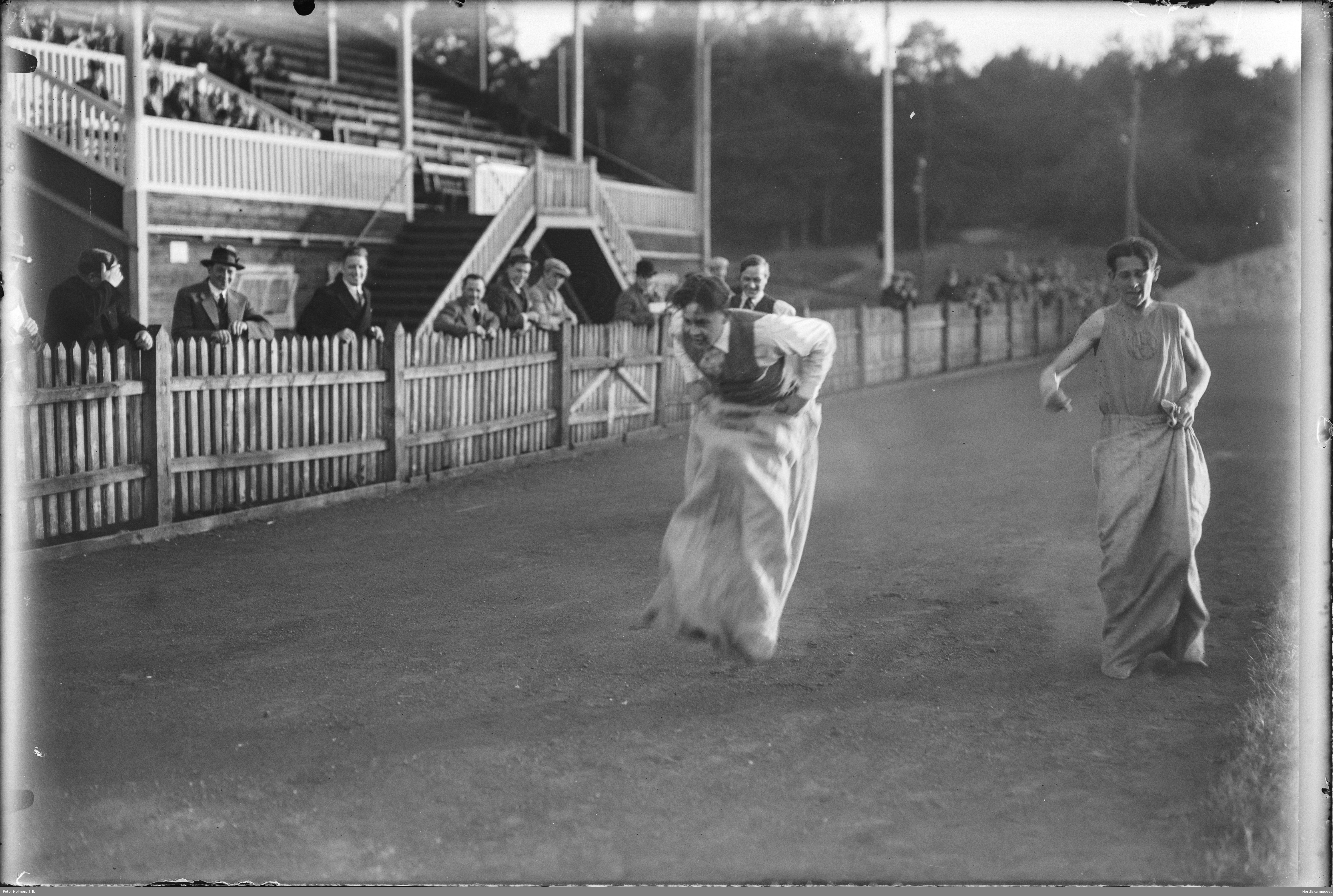
Säckkapplöpning, foto från 1931 ur NKs arkiv.

Säcklöpning eller säckhoppning är en tävlingslek, som går ut på att man med en (hel) säck runt benen tar sig från start till mål på en utstakad bana.
Säcken kan vara fastknuten om livet eller hållas i med hjälp av händerna. Huvudsakligen används två olika tekniker – antingen jämfotahopp eller också försöker man springa i säcken. Fördelen med denna lek är att ingen brukar ha tränat på den och alla därför är lika dåliga, samt att ålder eller kroppsstorlek inte är utslagsgivande och barn och vuxna därför kan tävla tillsammans.
I svenska språket är ordet säcklöpning belagt sedan 1831.